# Ağçay (Qax)
Ağçay è un comune dell'Azerbaigian situato nel distretto di Qax. Conta una popolazione di 376 abitanti.